# Brad Bowden
Bradley Bowden (26 de mayo de 1983) es un jugador canadiense de hockey sobre hielo y baloncesto en silla de ruedas.

## Biografía
Nacido en Missisauga, Ontario, Bowden vive con agenesia sacral. Empezó a jugar al hockey sobre hielo en 1997, a la edad de 13 años, para los Kitchener Sidewinders. A la edad de 15 años, fue seleccionado para el equipo nacional de Canadá. En 2003, fue nombrado para el equipo nacional masculino de baloncesto en silla de ruedas, que finalmente ganó la medalla de oro en los Juegos Paralímpicos de Atenas 2004, Grecia. Es uno de los pocos atletas paralímpicos que ha ganado una medalla de oro paralímpica tanto en los juegos de verano como de invierno.

## Reconocimientos
- Entrada al Salón de la Fama de la Discapacidad de Canadá en 2019.[2]
- Juegos Paralímpicos de Sochi 2014
  - Bronce en hockey sobre hielo
- Campeonato Mundial de Hockey sobre Trineo de Hielo del IPC 2012
  - Bronce
- Juegos Paralímpicos de Invierno 2010
  - 4.º lugar en hockey sobre hielo
  - MVP del torneo nombrado
- Campeonato Mundial de Hockey sobre Trineo de Hielo del IPC 2009
  - Bronce
- Campeonato Mundial de Hockey sobre Trineo Hielo del IPC 2008
  - Oro
  - Nombrado mejor delantero
- Juegos Paralímpicos de Turín 2006
  - Oro en hockey sobre hielo
  - Gol ganador del juego anotado
- Juegos Paralímpicos de Atenas 2004
  - Oro en baloncesto en silla de ruedas
- Campeonato Mundial de Hockey sobre Trineo de Hielo del IPC 2004
  - 4.º lugar
- Juegos Paralímpicos de Invierno 2002

4.º lugar
- Campeonato Mundial de Hockey sobre Trineo Hielo 2000 IPC
  -     - Oro (2-1 contra Noruega)